# Euroasiàtics septentrionals antics
En arqueogenètica, el terme antics euroasiàtics del nord o euroasiàtics septentrionals antics és el nom assignat al component genètic ancestral associat a la Cultura de Mal'ta-Buret', i a poblacions estretament emparentades amb ella (com la descoberta al jaciment d'Afontova Gora), i els seus descendents. Aquest component genètic dels antics euroasiàtics del nord deriva parcialment dels euroasiàtics orientals, tot i que la majoria (~90%) de la seua ascendència es vincula amb poblacions euroasiàtiques occidentals, com ara els caçadors-recol·lectors occidentals, els agricultors neolítics europeus i els caçadors-recol·lectors caucàsics, semblen procedir sobretot d'una població basal euroasiàtica occidental, referida en la bibliografia com a euroasiàtics occidentals comuns, que emigrà d'Àfrica fa 50.000 anys.

## Introducció

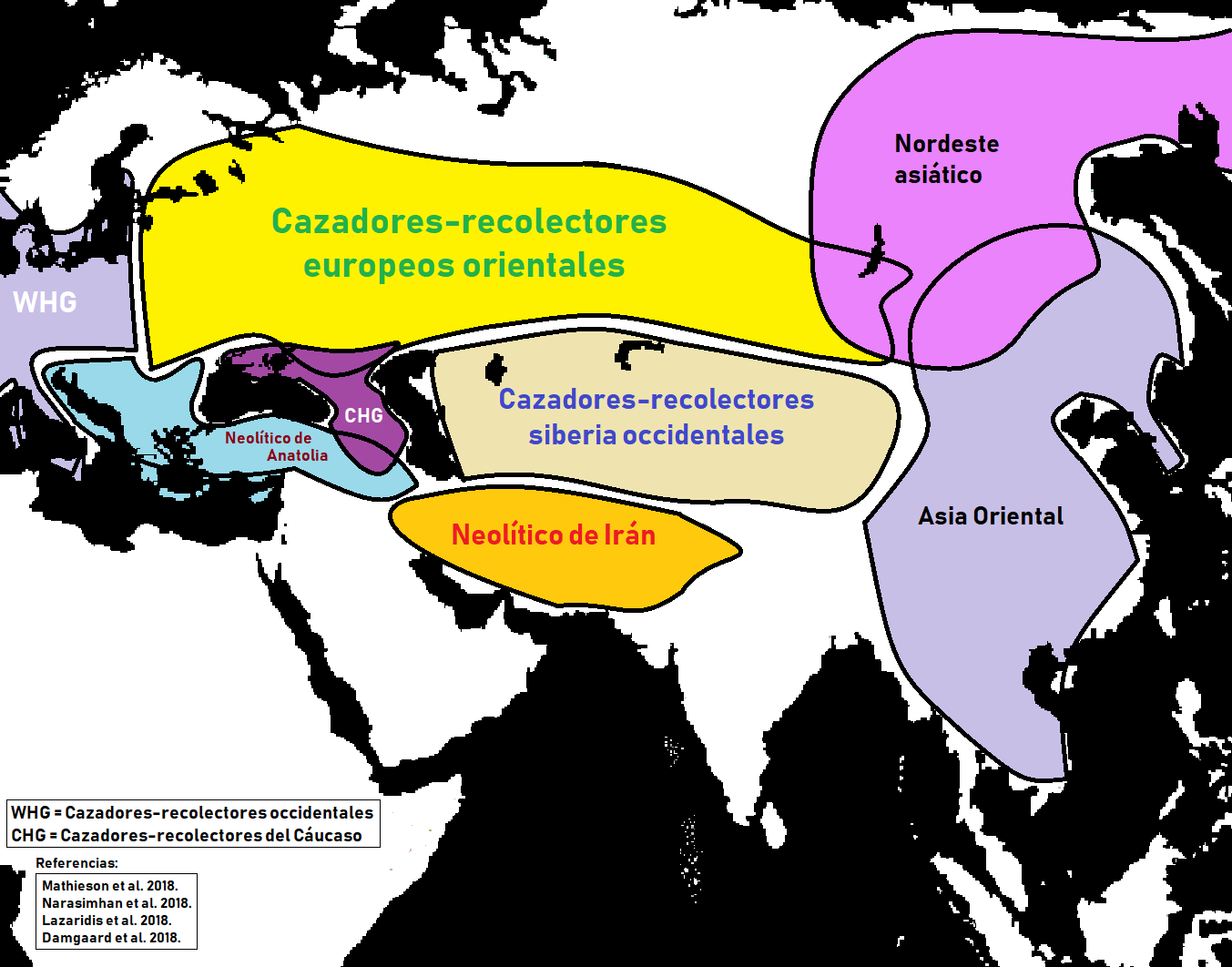
Paisatge genètic d'Euràsia, Neolític tardà (4000–1700 ae)

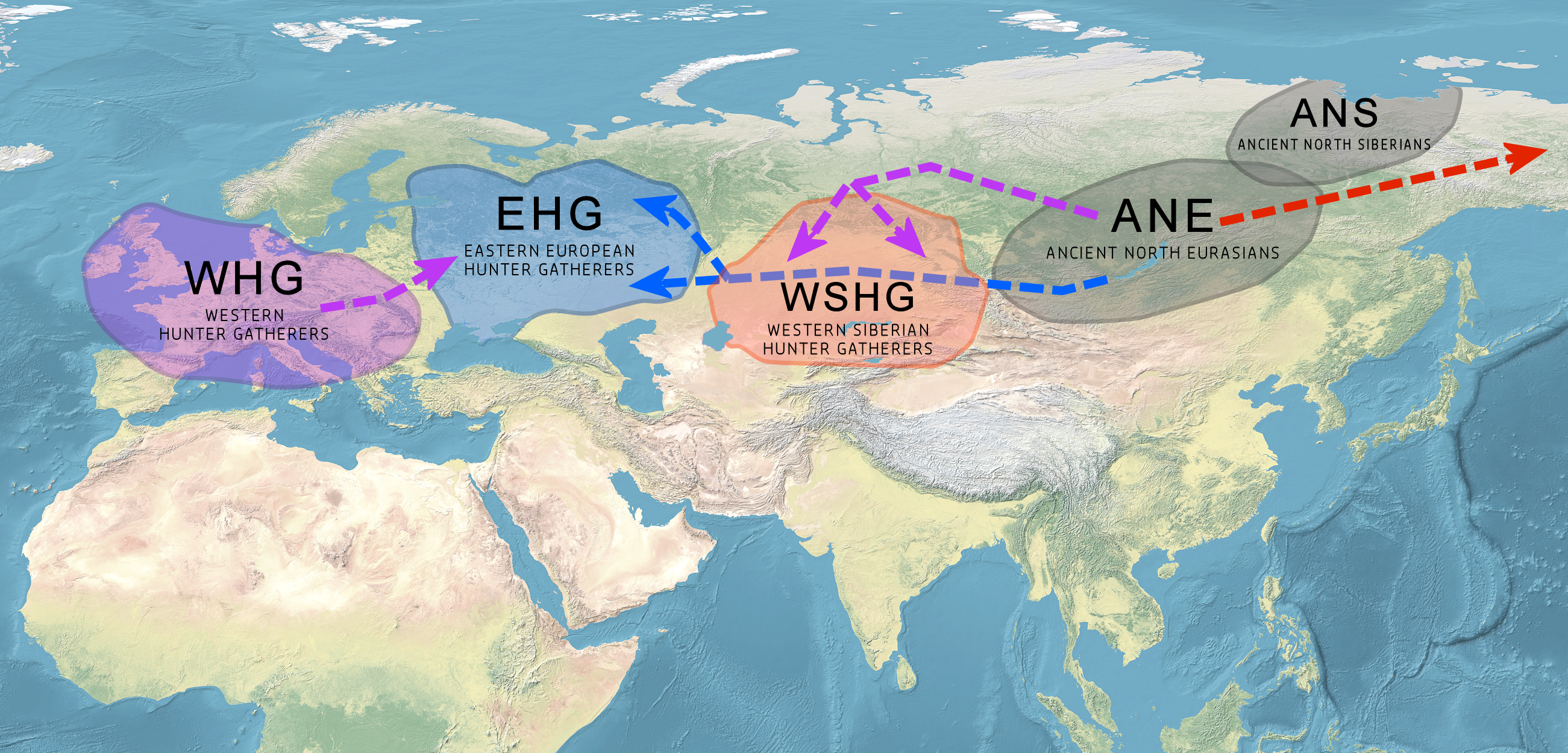
Esquema de la relació entre els caçadors-recol·lectors orientals, a través d'una ascendència principal d'euroasiàtics septentrionals antics i una mescla menor de caçadors-recol·lectors occidentals

El llinatge d'euroasiàtics septentrionals antics s'ha definit per associació amb la composició genètica del "xiquet de Mal'ta" (usualment etiquetat com a MA-1), un individu que va viure fa 24.000 anys a Sibèria, durant l'Últim màxim glacial, i que es va descobrir en la dècada dels 1920. Les poblacions genèticament similars al xiquet de Mal'ta han contribuït significativament a la composició genètica dels indígenes americans, europeus, asiàtics centrals, asiàtics del sud i alguns asiàtics de l'est, per ordre de rellevància d'aquesta contribució. Lazaridis et al. (2016:10) van revelar "una clina d'ascendència d'euroasiàtics septentrionals antics al llarg de l'eix oriental-occidental d'Euràsia". Flegontov et al. (2015) van trobar que el màxim global d'aquesta ascendència correspon a les poblacions contemporànies d'indígenes americans, kets i mansis. A més, aquest component ha estat detectat en cultures de l'edat del bronze com iamna i Afanasevo. El 42% de l'ascendència dels indígenes sud-americans té l'origen en els euroasiàtics septentrionals antics, mentre que entre el 14% i 38% de l'ascendència indígena nord-americana té l'origen en el flux genètic d'aquestes gents de Mal'ta-Buret'. Aquesta diferència fou causada per la posterior penetració en el continent americà de migracions d'origen siberià, i el menor percentatge d'ascendència d'euroasiàtics septentrionals antics es troba en els esquimals i en els nadius d'Alaska, perquè aquests grups són el resultat de migracions a Amèrica de fa uns 5.000 anys. La resta de la composició genètica dels indígenes americans sembla tenir origen en l'est d'Euràsia. La seqüenciació genètica d'altres gents siberianes sud-centrals (Afontova Gora-2) que daten de fa uns 17.000 anys, revelen una composició autosòmica semblant a la del xiquet de Mal'ta, i indica que l'ocupació humana d'aquesta àrea fou contínua durant l'Últim màxim glacial.
Els estudis genètics també indiquen que els euroasiàtics septentrionals antics entraren a Europa mitjançant la Cultura iamna, molt de temps després del Paleolític. Aquest component genètic és visible en les anàlisis dels iamna, i representa el 50% de la seua ascendència indirectament. Aquest component també es troba en els europeus contemporanis (7%–25% de barreja d'euroasiàtics septentrionals antics), però no en els europeus anteriors a l'edat del bronze. Més d'aquesta ascendència es va trobar en poblacions europees per interaccions durant el Paleolític amb caçadors-recol·lectors europeus orientals, de la mescla dels quals amb altres poblacions europees resultaren grups com els caçadors-recol·lectors escandinaus.

## Poblacions antigues descendents

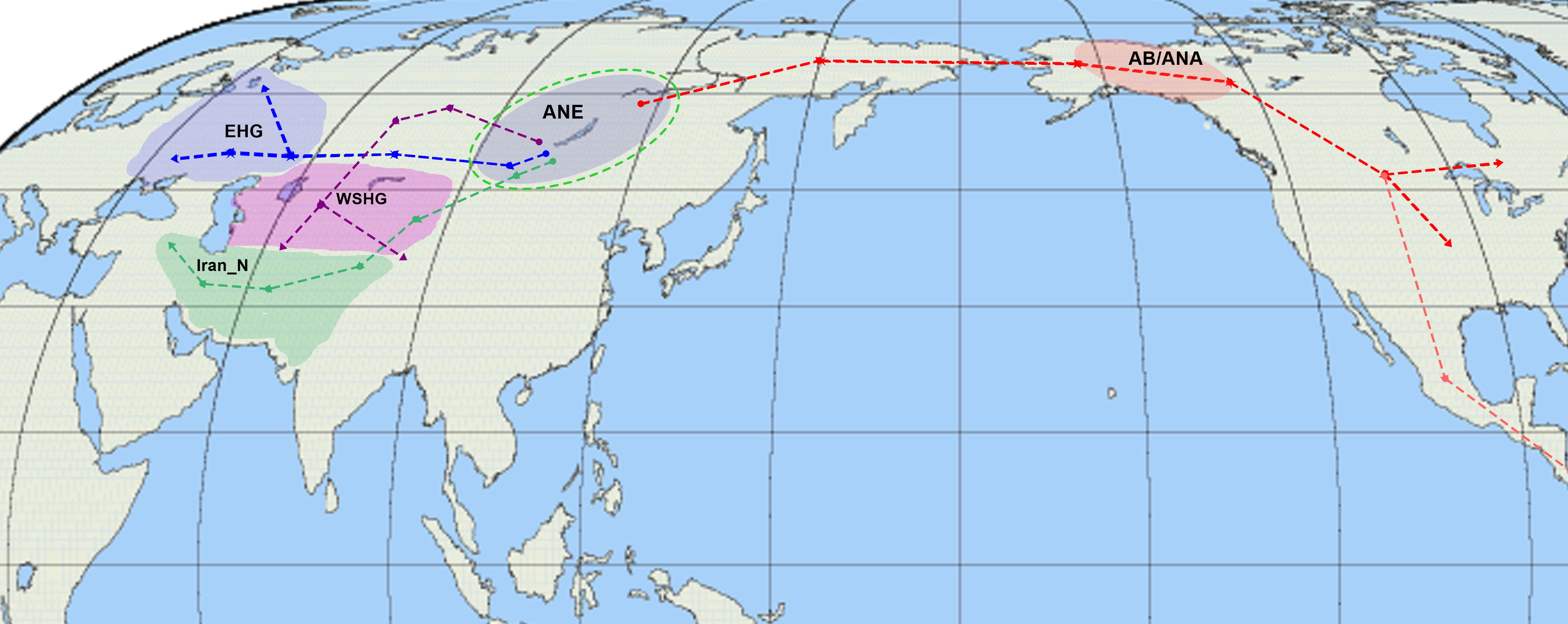
Poblacions antigues descendents d'euroasiàtics septentrionals antics, període paleolític. Anthony, David (JIES, 2019)

### Caçadors-recol·lectors europeus orientals
Els caçadors-recol·lectors europeus orientals són un llinatge derivat predominantment dels euroasiàtics septentrionals antics (en un 75%). Estan representats per dos individus de Carèlia, un amb l'haplogrup patern R1a-M417, datat de c. 8.400 anys, l'altre pertanyent a l'haplogrup patern J, datat de c. 7.200 anys, i un individu de Samara amb l'haplogrup ADN-I R1b-P297, datat de c. 7.600 anys. Aquest llinatge està estretament relacionat amb la mostra d'euroasiàtics septentrionals antics d'Afontova Gora, datat en c. 18.000 anys. Després de la fi de l'Últim màxim glacial, els llinatges de caçadors-recol·lectors occidentals i caçadors-recol·lectors europeus orientals es van barrejar a l'Europa de l'Est, i donaren compte de la presència primerenca de l'ascendència de tipus euroasiàtic septentrional antic a l'Europa mesolítica.

### Caçadors-recol·lectors del Caucas
Els caçadors-recol·lectors del Caucas estan representats per un individu de Satsurblia datat en c. 13.000 anys, que era portador d'un 36% de genètica derivada d'euroasiàtics septentrionals antics, i la resta de l'ascendència provenia d'una població similar a la de Dzudzuana, datada en c. 26.000 anys, la qual mancava d'euroasiàtics septentrionals antics. L'afinitat amb Dzudzuana al Caucas decresqué amb l'entrada de flux genètic euroasiàtic septentrional antic a Satsurblia fa 13.000 anys.

### Neolític d'Iran (Iran_N)
El neolític d'Iran, definit per individus que daten de fa 8.500 anys, presentava una mescla derivada en un 50% d'euroasiàtics septentrionals antics i el 50% restant d'un component relacionat amb Dzudzuana, i es distingien d'altres neolítics anatòlics i d'Orient Pròxim perquè no eren portadors d'aquesta barreja euroasiàtica septentrional antiga. Els neolítics d'Iran foren reemplaçats pels eneolítics d'Iran, que eren una mescla del Neolítics d'Iran i neolítics del Llevant.

### Beringians antics-indígenes americans ancestrals
Els beringians antics i nadius americans ancestrals són llinatges arqueogenètics concrets, basats en el genoma d'un xiquet trobat a Upward Sun River, datat amb una antiguitat de 11.500 anys. El llinatge dels antics beringians divergeix del dels nadius americans ancestrals uns 20.000 anys. El llinatge dels nadius americans es formà fa 20.000 anys per una mescla de protomongoloide i euroasiàtics septentrionals antics (42-43%) compatible amb el model del poblament d'Amèrica per Beríngia durant l'Últim màxim glacial. Aquests grups presenten haplogrups Y-ADN Q i R. La presència de l'haplogrup mitocondrial X entre els nadius americans suggereix que aquest grup d'euroasiàtics septentrionals antics havia estat en contacte amb altres grups caucasoides occidentals com els caçadors-recol·lectors occidentals i Dzudzuana, i estaven estretament relacionats amb els caçadors-recol·lectors europeus orientals com la mostra de Samara.

## Evolució del cabell ros
L'al·lel derivat del SNP KITLG rs12821256 està associat amb el cabell ros en europeus. Una dona d'Afontova Gora 3 datada de fa 14.700 anys és la persona més primerenca coneguda amb l'al·lel derivat responsable del cabell ros en europeus moderns, i consta del mesolític europeu oriental associat amb els caçadors-recol·lectors europeus orientals. També està present en caçadors-recol·lectors de les mostres de Samara, Motala i Ucraïna (I0124, I0014 i I1763), així com en diversos individus més tardans amb ascendència estepària. Atés que l'al·lel s'ha trobat en poblacions amb caçadors-recol·lectors europeus orientals, però no d'ascendència de caçadors-recol·lectors occidentals, s'infereix que el seu origen és per mitjà dels euroasiàtics septentrionals antics. Compatible amb aquesta teoria, l'individu més antic conegut amb un al·lel derivat proper és un siberià euroasiàtic septentrional antic d'Afontova Gora 3, datat del 16130-15749 ae.
No se sap si la mutació per al cabell ros es desenvolupà abans o després de la migració a Amèrica, però diversos mites nadiuamericans descriuen cabell ros i altres característiques caucasoides sobretot en mites de creació com l'adoració de Quetzalcóatl, Viracocha, Kukulkan, entre molts altres. Això suggeriria el desenvolupament del cabell ros amb un mínim d'almenys 17.000 anys i la commemoració de poblacions fundadores transmeses per via oral entre ètnies ameríndies.